# Deras Tajak
Deras Tajak is een bestuurslaag in het regentschap Kampar van de provincie Riau, Indonesië. Deras Tajak telt 210 inwoners (volkstelling 2010).